# Susan Penhaligon
Pour les articles homonymes, voir Penhaligon.
Susan Penhaligon est une actrice britannique née le 3 juillet 1949 à Manille aux Philippines. Elle est notamment connue pour la série télévisée britannique Bouquet of Barbed Wire (en), où elle incarne Prue Sorenson. 

## Filmographie partielle
- 1972 : Under Milk Wood
- 1974 : Le Sixième Continent réalisé par Kevin Connor
- 1977 : Count Dracula mini-série de Philip Saville : Lucy Westenra
- 1977 : Drôles de manières (Nasty Habits) de Michael Lindsay-Hogg
- 1978 : Patrick de Richard Franklin : Kathy Jacquard